# Acheilognathus macropterus
Acheilognathus macropterus е вид лъчеперка от семейство Шаранови (Cyprinidae).

## Разпространение
Видът е разпространен във Виетнам, Китай (Анхуей, Гуандун, Хайнан, Хубей, Хунан, Хъйлундзян, Шанси и Шанхай), Русия и Южна Корея. Внесен е в Япония.